# Aphanotrigonum brunneum
Aphanotrigonum brunneum är en tvåvingeart som beskrevs av Collin 1946. Aphanotrigonum brunneum ingår i släktet Aphanotrigonum och familjen fritflugor. Arten är reproducerande i Sverige. Inga underarter finns listade i Catalogue of Life.